# Селенат золота(III)
Селенат золота(III) —  неорганическое соединение, соль золота и селеновой кислоты. Представляет твёрдое вещество, мелкие желтые кристаллы. В чистой воде селенат золота не растворим. 

## Свойства
Растворим в горячей концентрированной H2SeO4 с образованием красновато-желтых растворов; выделяется при охлаждении. Селенат растворим в H2SO4 и HNO3. НСl его разрушает.

## Получение
Селенат золота(III) Au2(SeO4)3 получают действием селеновой кислоты (H2SeO4) на металлическое золото. Реакция начинается при 230 °C, наиболее быстро протекает при 300 °C:
{\displaystyle {\mathsf {2Au+6H_{2}SeO_{4}\longrightarrow Au_{2}(SeO_{4})_{3}+3SeO_{2}+6H_{2}O}}}